# Takao Kobayashi
| Asteroizi descoperiți: 2341 Dintre care cei mai importanți… | Asteroizi descoperiți: 2341 Dintre care cei mai importanți… |
| ----------------------------------------------------------- | ----------------------------------------------------------- |
| 4807 Noboru                                                 | 10 ianuarie 1991                                            |
| 5924 Teruo                                                  | 7 februarie 1994                                            |
| 6275 Kiryu                                                  | 14 noiembrie 1993                                           |
| 6276 Kurohone                                               | 1 ianuarie 1994                                             |
| 6346 Syukumeguri                                            | 6 ianuarie 1995                                             |
| 6414 Mizunuma                                               | 24 octombrie 1993                                           |
| 6418 Hanamigahara                                           | 8 decembrie 1993                                            |
| (126167) 2002 AL5                                           | 9 ianuarie 2002                                             |

Takao Kobayashi (小林 隆男 Kobayashi Takao?,  născut în 1961) este un astronom amator japonez, care lucrează la Observatorul Ōizumi.

## Carieră
Kobayashi a descoperit mai mult de 2000 de asteroizi, folosind tehnologie CCD, incluzând Asteroizii Amor 7358 Oze, (23714) 1998 EC3, (48603) 1995 BC2 și aproape nouă asteroizi troieni. El a descoperit, de asemenea, cometa periodică P/1997 B1 (Kobayashi), pe care a socotit-o ca fiind un asteroid.
Asteroidul 3500 Kobayashi este numit după el.
Descoperirile lui de pe 16 ianuarie 1994 și de pe 31 decembrie 1994 au fost numite 8883 Miyazakihayao și 10160 Totoro. Numele fac referire la Hayao Miyazaki, creator de anime-uri și My Neighbor Totoro, o creație de-a sa. Aceste nume au fost aprobate de Uniunea Astronomică Internațională.

### P/1997 B1 Kobayashi
Pe 30 și 31 ianuarie 1997, Kobayashi a observat un obiect, P/1997 B1 Kobayashi, care, la început, a fost considerat a fi o planetă minoră. Abia peste câteva zile, obiectul a fost observat pe o orbită cometară. Warren B. Offutt a arătat mai târziu că acel obiect nu este decât o cometă.

## Profesie
Takao Kobayashi este profesor la școala Interdisciplinary Graduate School of Science and Engineering. El este, de asemenea, designer la proiectarea randamentului cuantic la Mitsubishi Chemical Corporation. El a fost numit președinte de Robert Bosch GmbH.